# Вилијам Хост
Виљем Хост (енгл. William Hoste; Инголдисторп, 26. август 1780 — Лондон, 6. децембар 1828) био је британски капетан бојног брода. 
У току Наполеонових ратова успешно је, из своје базе на Вису, спречавао француски поморски саобраћај на Јадранском мору, а истовремено је и подржавао британски довоз добара, пробијајући Наполеонову континенталну блокаду. У близини Виса поразио је 13. марта 1811. године знатно јачи француски одред адмирала Дибурдјеа. Имао је значајну улогу у заузимању Ријеке, Дубровника и Котора 1814. године. Острвце Хост пред Висом названо је по њему. 